# Lerma (municipi)
Lerma és un municipi metropolità de l'estat de Mèxic, que forma part de l'àrea metropolitana de la ciutat de Mèxic. Lerma de Villada és el cap de municipi i principal centre de població d'aquesta municipalitat.
Aquest municipi es troba a la part nord-central de l'estat de Mèxic. Limita al nord amb els municipis de Temoaya i Xonacatlán, al sud amb San Mateo Atenco, a l'oest amb Lerma i a l'est amb Ocoyoacac. Dista de la capital de l'estat uns trenta-vuit quilòmetres